# RideLondon-Surrey Classic
|  | Aquest article és sobre la competició femenina. Per a la competició masculina, vegeu RideLondon-Classique |

La RideLondon-Surrey Classic fou una competició ciclista d'un sol dia que es disputà a Londres i als seus voltants. Creada el 2011 com London-Surrey Cycle Classic, va ser una prova preparatòria de la cursa dels Jocs Olímpics de l'any següent. El 2013, la cursa es tornà a disputar adoptant el nom actual i pujant de categoria dins de l'UCI Europa Tour. A partir del 2017 forma part del calendari de l'UCI World Tour. Després de la cancel·lació de les edicions del 2020 o 2021 per la pandèmia de COVID-19 el 2022 tampoc es disputà per la retirada del suport econòmic del Surrey County Council.
Des del 2013, el dia anterior, també es disputa una cursa femenina anomenada RideLondon-Classique. El 2016 s'integrà a l'UCI Women's WorldTour.

## Palmarès
| Any                         | Vencedor                        | Segon               | Tercer             |
| --------------------------- | ------------------------------- | ------------------- | ------------------ |
| London-Surrey Cycle Classic |                                 |                     |                    |
| 2011                        | Mark Cavendish                  | Sacha Modolo        | Samuel Dumoulin    |
| 2012                        | No disputada pels Jocs Olímpics |                     |                    |
| RideLondon-Surrey Classic   |                                 |                     |                    |
| 2013                        | Arnaud Démare                   | Sacha Modolo        | Yannick Martinez   |
| 2014                        | Adam Blythe                     | Ben Swift           | Julian Alaphilippe |
| 2015                        | Jean-Pierre Drucker             | Mike Teunissen      | Ben Swift          |
| 2016                        | Tom Boonen                      | Mark Renshaw        | Michael Matthews   |
| 2017                        | Alexander Kristoff              | Magnus Cort Nielsen | Michael Matthews   |
| 2018                        | Pascal Ackermann                | Elia Viviani        | Giacomo Nizzolo    |
| 2019                        | Elia Viviani                    | Sam Bennett         | Michael Mørkøv     |